# 久保田順子
久保田 順子（くぼた じゅんこ、1977年 - ）は、日本の漫画家。女性。京都府出身・在住。

## 経歴
離婚歴があるが、のち再婚して2012年11月に長女を出産。2016年8月には次女を出産した。
たかの宗美のアシスタントを約7年間務めた経験がある。主に芳文社および竹書房の4コマ誌で活躍。京都を舞台に、京都人と府外出身者の文化接触をテーマとした4コマ漫画作品が多い。
また、同人活動も行っており、高橋留美子の漫画作品『犬夜叉』に関する二次創作で知られる。

## 作品リスト

### 連載が終了した作品・読みきり等
- 今日も京とて子育てさんぽ（2015年 - 2021年、本当にあった笑える話スペシャル、ぶんか社） - 非4コマエッセイ漫画
『京都子育てさんぽ』ぶんか社コミックスより
2017年12月20日発行 ISBN 978-4-8211-4469-3
- スマイルユウミさん!（2012年 - 2016年、主任がゆく!スペシャル、ぶんか社）
『スマイルユウミさん! 京都はんなりカフェ物語』ぶんか社コミックスより
  1. 2015年6月1日発行　ISBN 978-4-8211-7705-9
- 京都見て歩記（きょうとみてあるき）（2012年 - 2013年、2014年 - 2015年、超本当にあった(生)ここだけの話） - 非4コマエッセイ漫画
まんがタイムコミックスMNシリーズより
2013年6月30日発行、巻数表記なし ISBN 978-4-8322-5199-1 （後述する『おこしやす』併録分も再集録）
- おこしやす（2004年 - 2009年、まんがタイムファミリー、芳文社） 
まんがタイムコミックスより（各巻に『京都見て歩記』（『まるなま』連載以前に、『ファミリー』で散発的に発表されていた分）を併録）
  1. 2007年4月21日発行　ISBN 978-4-8322-6534-9 （たかの宗美がお祝い漫画を寄稿）
  2. 2007年9月22日発行　ISBN 978-4-8322-6571-4
  3. 2008年12月21日発行　ISBN 978-4-8322-6697-1 （佐藤両々がお祝い漫画を、芸人コンビのカーネリアンがお祝い文を寄稿）
- 13歳のりとるママ（2008年 - 2009年、まんがタイムオリジナル、芳文社）
まんがタイムコミックスより
単巻、2009年5月22日発行　ISBN 978-4-8322-6742-8
- いなかっこ（2006年 - 2008年、まんがくらぶオリジナル）
バンブーコミックスより
単巻、2008年7月17日発行 ISBN 978-4-8124-6839-5 （たかまつやよいのやよいがゲスト漫画『しまっこ』を寄稿）
- ヒルベン!（2011年 - 2012年、まんがくらぶ、竹書房）
- THE ザンゲの時間（2009年 - 2010年、本当にあった(生)ここだけの話、芳文社）
- おきばりやす（2009年ゲスト、2010年 - 2012年、まんがホーム、芳文社）
- フタコイ（2009年 - 2010年、まんがくらぶ、竹書房）
- おしゃれのキホン（2009年、まんがタイムファミリー）
- マイは若奥様（2009年、まんがくらぶオリジナル、竹書房）
- スリートゥリーにようこそ!（2008年、まんがくらぶオリジナル）
- 私のプニ王子（2008年、まんがくらぶオリジナル）
- 忍ころりん（2007年、まんがライフMOMO、竹書房）
- ハレルヤ!（2005年 - 2006年、まんがタイムラブリー、芳文社）
- カウントダウン30（まんがタイムラブリー）
- 輝けナンバー1!（まんがタイム、芳文社）
- 花ざかり平安京（まんがタイムきららキャラット、芳文社）
- 女将な彼女（まんがくらぶオリジナル）

### 休載中の作品
- ひいばあチャチャチャ!（2006年 - 2009年[5]、まんがホーム、芳文社）
まんがタイムコミックスより
  1. 2007年11月22日発行　ISBN 978-4-8322-6585-1 （カラスヤサトシがお祝い漫画と帯の推薦文を寄稿）